# Alfa Romeo 146
Der Alfa Romeo 146 ist ein Automobil der unteren Mittelklasse des italienischen Autoherstellers Alfa Romeo. Er war das Nachfolgemodell des Alfa Romeo 33 und das Vorgängermodell des Bestsellers Alfa Romeo 147. Der Alfa Romeo 146 ist das fünftürige und mit Stummelheck ausgestattete Schwestermodell zum Alfa Romeo 145.

## Geschichte
Die Produktion begann im Januar 1995, zunächst mit vom Alfa Romeo 33 übernommenen 8V- und 16V-Boxermotoren. Ab Dezember 1996 kamen zusammen mit leichten optischen Modifikationen dann die Vierzylinder-Reihenmotoren mit Doppelzündung (Twin Spark) zum Einsatz.
Der Alfa Romeo 146 war mit Ottomotoren von 1,4 bis 2,0 Litern Hubraum (2.0 16V TS ti mit 110 kW; ab 1998: 114 kW) erhältlich, ebenso mit zwei 1,9-Liter-Turbodiesel-Motoren. Die 1,8- und die 2,0-Liter-Reihenmotoren waren außer mit Twin Spark auch mit einem Schaltsaugrohr (Modelle ab 1998 mit 106 kW bzw. 114 kW), sowie einem Phasensteller für die Einlassnockenwelle ausgestattet. Der 2,0-l-Motor hatte zusätzlich zwei Ausgleichswellen. Die 1,4- und 1,6-Liter-Reihenmotoren waren ebenso mit Phasensteller und Doppelzündung ausgestattet, jedoch immer ohne Schaltsaugrohr.
Im Oktober 1998 erfolgte parallel zum 145 eine weitere Modellpflege. Wie dieser erhielt der 146 nun modifizierte Stoßfänger (eingesetzte Stoßleisten, Stoßfänger nun bis auf eine schmale Stoßleiste vollständig in Wagenfarbe lackiert), andere Radzierblenden mit einem farbigen Alfa Romeo-Logo sowie im Innenraum geänderte Lüftungsdüsen und mit Chromringen verzierte Instrumente und Türöffner. Des Weiteren wurde die Sicherheitsausstattung verbessert, wodurch z. B. Seitenairbags ab sofort Serie waren.
Obwohl die 145er- und 146er-Modelle teilverzinkt wurden und somit bezüglich Rost eher wenig anfällig sind, konnten sie sich außerhalb Italiens wegen des verschlechterten Images von Alfa Romeo nicht durchsetzen.
Die Produktion wurde im Dezember 2000 eingestellt. In Deutschland wurden etwas mehr als 15 000 Fahrzeuge verkauft.

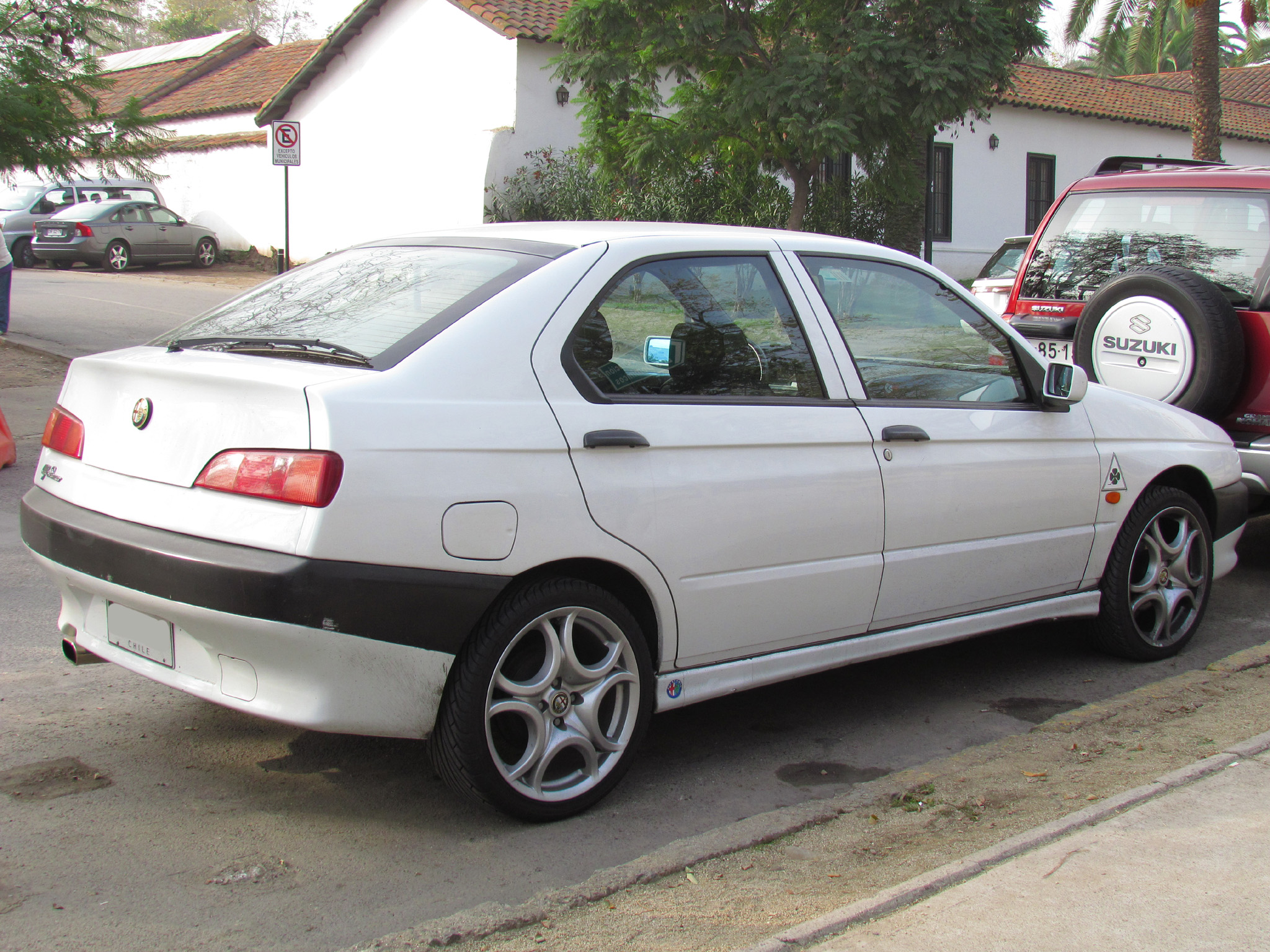
Heckansicht
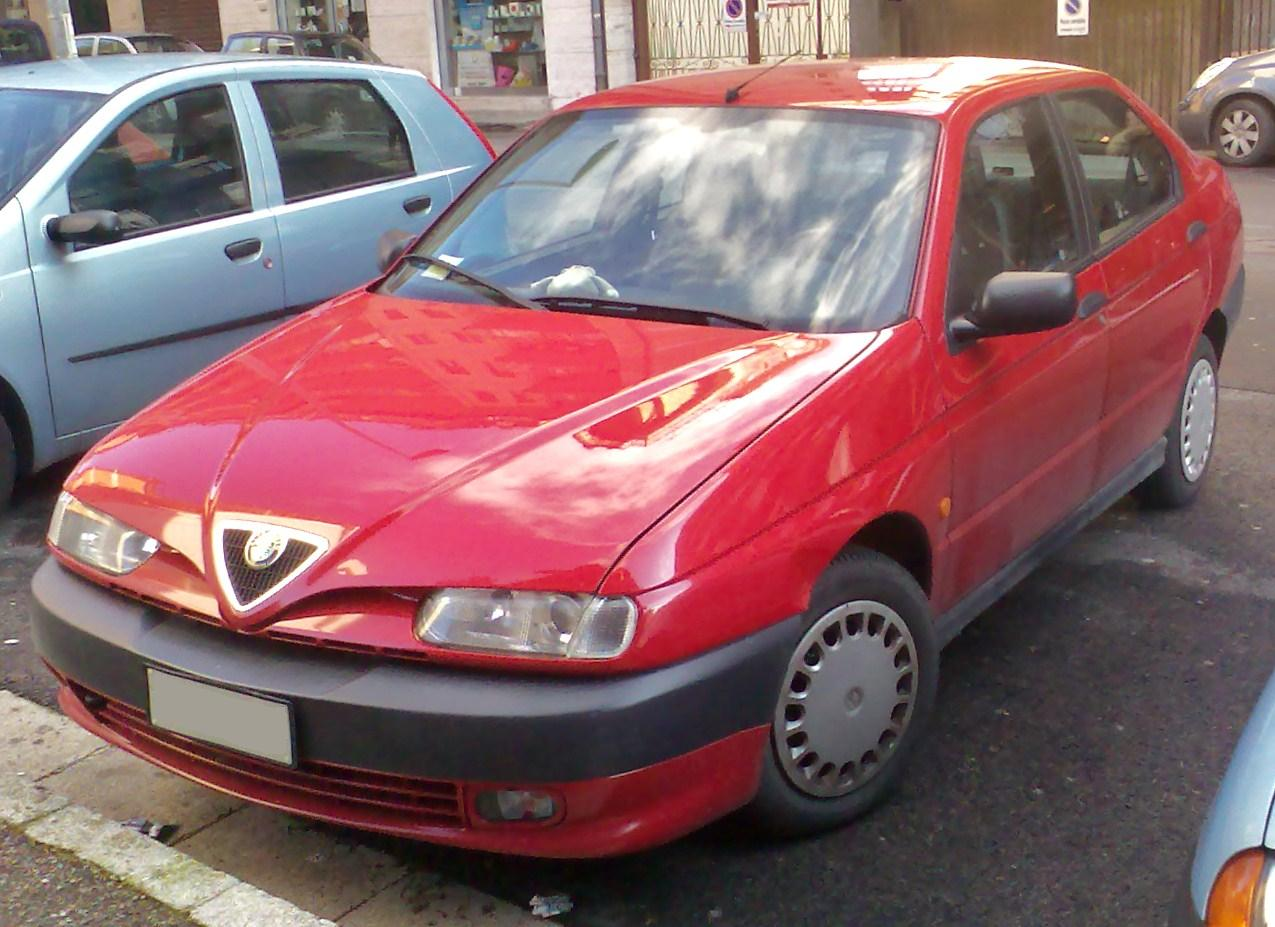
Alfa Romeo 146 (1996–1998)
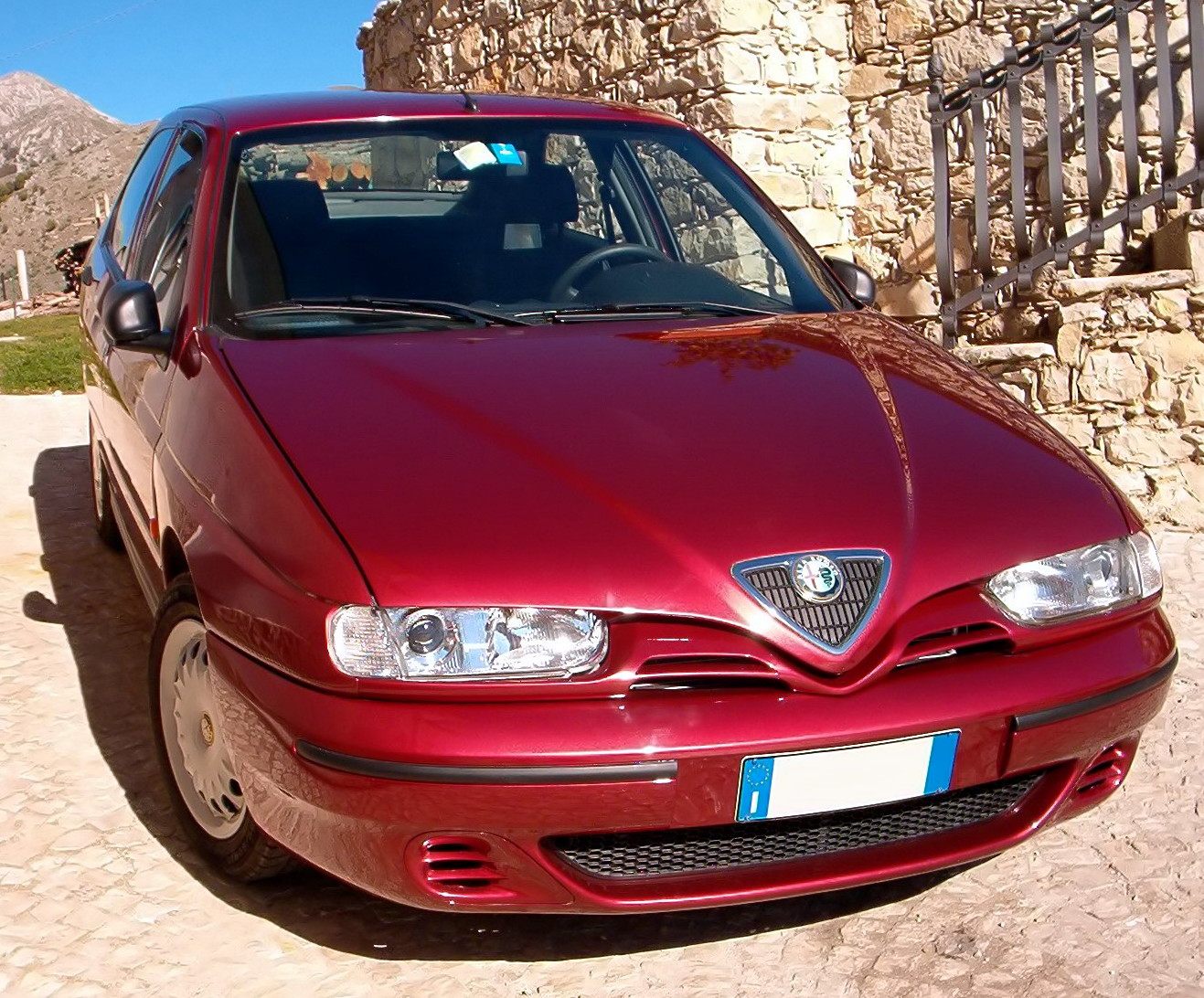
Alfa Romeo 146 (1998–2000)

## Motorenübersicht
| Modell        | Zylinder/ Ventile | Hubraum (cm³) | Max. Leistung                  | Max. Drehmoment       | 0–100 km/h  | vmax (km/h) | Bauzeitraum     |
| Ottomotoren   | Ottomotoren       | Ottomotoren   | Ottomotoren                    | Ottomotoren           | Ottomotoren | Ottomotoren | Ottomotoren     |
| ------------- | ----------------- | ------------- | ------------------------------ | --------------------- | ----------- | ----------- | --------------- |
| 1.4           | B4/8              | 1351          | 66 kW (90 PS) bei 6000 min−1   | 115 Nm bei 4400 min−1 | 12,8 s      | 179         | 01.1995–12.1996 |
| 1.4 T. Spark  | R4/16             | 1370          | 76 kW (103 PS) bei 6000 min−1  | 125 Nm bei 4600 min−1 | 11,5 s      | 187         | 12.1996–12.2000 |
| 1.6           | B4/8              | 1596          | 76 kW (103 PS) bei 6000 min−1  | 134 Nm bei 4500 min−1 | 11,5 s      | 187         | 01.1995–12.1996 |
| 1.6 T. Spark  | R4/16             | 1598          | 88 kW (120 PS) bei 6300 min−1  | 144 Nm bei 4500 min−1 | 10,5 s      | 197         | 12.1996–12.2000 |
| 1.7 16V       | B4/16             | 1712          | 95 kW (129 PS) bei 6500 min−1  | 148 Nm bei 4300 min−1 | 10,2 s      | 201         | 01.1995–12.1996 |
| 1.8 T. Spark  | R4/16             | 1747          | 103 kW (140 PS) bei 6300 min−1 | 165 Nm bei 4000 min−1 | 9,4 s       | 207         | 12.1996–03.1998 |
| 1.8 T. Spark  | R4/16             | 1747          | 106 kW (144 PS) bei 6500 min−1 | 169 Nm bei 3500 min−1 | 9,3 s       | 209         | 03.1998–12.2000 |
| 2.0 T. Spark  | R4/16             | 1970          | 110 kW (150 PS) bei 6200 min−1 | 187 Nm bei 4000 min−1 | 8,5 s       | 215         | 10.1995–03.1998 |
| 2.0 T. Spark  | R4/16             | 1970          | 114 kW (155 PS) bei 6400 min−1 | 187 Nm bei 3500 min−1 | 8,4 s       | 216         | 03.1998–12.2000 |
| Dieselmotoren |                   |               |                                |                       |             |             |                 |
| 2.0 TD        | R4/8              | 1929          | 66 kW (90 PS) bei 4100 min−1   | 186 Nm bei 2400 min−1 | 12,5 s      | 179         | 01.1995–02.1999 |
| 2.0 TD Kat.   | R4/8              | 1929          | 66 kW (90 PS) bei 4200 min−1   | 186 Nm bei 2500 min−1 | 12,5 s      | 179         | 01.1995–02.1999 |
| 1.9 JTD       | R4/8              | 1910          | 77 kW (105 PS) bei 4000 min−1  | 255 Nm bei 2000 min−1 | 10,5 s      | 187         | 02.1999–12.2000 |